# Solar Orbiter
Aquest article tracta sobre el projecte de l'ESA. Per al projecte de la NASA, vegeu Sonda solar Parker.
Solar Orbiter (SolO) és un satèl·lit observador del Sol, desenvolupat per l'Agència Espacial Europea (ESA). Fou llançat per un coet Atlas V des del Centre espacial John F. Kennedy a Florida el 10 de febrer de 2020, tot i que estava abans planificat pel gener de 2017 EL SolO està destinat a realitzar mesuraments detallats de l'interior de l'heliosfera i naixent vent solar, i realitzar observacions properes de les regions polars del Sol, que és difícil de fer des de la Terra, ambdós serviran per respondre a la pregunta 'De quina manera el Sol crea i controla l'heliosfera?'
El Solar Orbiter realitzarà observacions del Sol des d'una òrbita excèntrica tan propera fins als 45 radis solars (RS), o 0,21 unitats astronòmiques (UA), col·locant-se dins del periheli de Mercuri de 0,3075 ua.

Una comparació de la grandària del Sol vist des de la Terra (esquerra, 1 ua) i des de la nau del Solar Orbiter (0,284 ua, dreta)